# Графства Англии
Гра́фство (англ. shire, county) — основная административно-территориальная единица Англии.
Административные графства управляются выборными советами, в состав которых входят также олдермены, кооптируемые членами совета. Кроме того, в административных графствах имеются представители центрального правительства — лорд-лейтенант, шериф и так далее.
Наряду с историческими графствами в настоящее время различают так называемые церемониальные (англ. ceremonial), метрополитенские (англ. metropolitan) и неметрополитенские (англ. non-metropolitan) графства.

## Церемониальные графства
Графства, которыми управляет назначенный лорд-наместник, называются церемониальными, или географическими. В настоящее время согласно Акту о Лейтенантстве от 1997 года в Англии насчитывается 48 церемониальных графств.
| - Бакингемшир - Бедфордшир - Беркшир - Большой Лондон - Большой Манчестер - Бристоль - Восточный райдинг Йоркшира - Восточный Суссекс - Вустершир - Глостершир - Дарем - Девон - Дербишир - Дорсет - Уэст-Йоркшир - Западный Суссекс | - Камбрия - Кембриджшир - Кент - Корнуолл - Ланкашир - Лестершир - Линкольншир - Лондонский Сити - Мерсисайд - Нортгемптоншир - Нортумберленд - Норфолк - Ноттингемшир - Оксфордшир - Ратленд - Остров Уайт | - Саффолк - Северный Йоркшир - Сомерсет - Стаффордшир - Суррей - Тайн и Уир - Уилтшир - Уорикшир - Уэст-Мидлендс - Хартфордшир - Херефордшир - Хэмпшир - Чешир - Шропшир - Эссекс - Саут-Йоркшир |

## Метрополитенские графства
В настоящее время в Англии насчитывается 6 метрополитенских графств — это урбанизованные районы Большой Манчестер, Мерсисайд, Саут-Йоркшир, Тайн и Уир, Уэст-Мидлендс и Уэст-Йоркшир.
Данный вид административных единиц был учреждён в 1974 году; все метрополитенские графства, в свою очередь, делятся на районы и округа. В 1986 году правительство М. Тэтчер упразднило советы графств в этих единицах, а управляющие функции были переданы округам и районам.

## Неметрополитенские графства

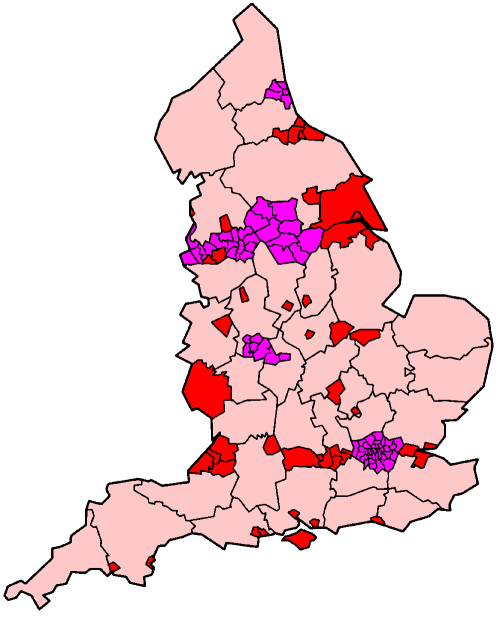
Схема расположения унитарных районов и округов Англии. Ширы указаны розовым цветом, метрополитенские графства и лондонские округа — фиолетовым, унитарные единицы — красным.

### Ширы
Графство, имеющее в своём составе несколько административных районов и округов, относится к категории «широв» (англ. shire), даже если в его названии нет суффикса -шир.
Данный статус сейчас имеется у 28 графств:
Бакингемшир, Беркшир, Восточный Сассекс, Вустершир, Глостершир, Девон, Дербишир, Дорсет, Западный Сассекс, Камбрия, Кембриджшир, Кент, Ланкашир, Лестершир, Линкольншир, Нортгемптоншир, Норфолк, Ноттингемшир, Оксфордшир, Саффолк, Северный Йоркшир, Сомерсет, Стаффордшир, Суррей, Уорикшир, Хартфордшир, Хэмпшир, Эссекс.
Все они, кроме графства Беркшир, имеют окружные советы.

### Унитарные административные единицы
В ряде неметрополитенских графств нет внутреннего деления на районы. Такие графства называются унитарными единицами (unitary authorities), их насчитывается 55 с 2009 года. В большинстве есть районные советы, но нет советов графства. На острове Уайт формально есть совет графства, но нет районного совета, хотя суть от этого не меняется.
| | | |
| 1. Нортамберленд 2. Тайн-энд-Уир ** 3. Дарем 4. Камбрия 5. Ланкашир 6. Блэкпул * 7. Блэкберн-уит-Даруэн * 8. Уэст-Йоркшир ** 9. Норт-Йоркшир 10. Дарлингтон * 11. Стоктон-он-Тис * 12. Мидлсбро * 13. Хартлпул * 14. Редкар и Кливленд * 15. Йорк * 16. Ист-Райдинг-оф-Йоркшир * 17. Халл * 18. Северный Линкольншир * 19. Северо-Восточный Линкольншир * 20. Линкольншир 21. Ноттингемшир 22. Ноттингем * 23. Саут-Йоркшир ** 24. Дербишир 25. Дерби * 26. Большой Манчестер ** 27. Мерсисайд ** 28. Холтон * | 1. Уоррингтон * 2. Чешир 3. Шропшир 4. Телфорд-энд-Рикин * 5. Стаффордшир 6. Сток-он-Трент * 7. Уэст-Мидлендс ** 8. Уорикшир 9. Лестершир 10. Лестер * 11. Ратленд * 12. Нортгемптоншир 13. Питерборо * 14. Кембриджшир 15. Норфолк 16. Саффолк 17. Эссекс 18. Саутенд-он-Си * 19. Таррок * 20. Хартфордшир 21. Бедфордшир 22. Лутон * 23. Милтон-Кинс * 24. Бакингемшир 25. Оксфордшир 26. Глостершир | 1. Вустершир 2. Херефордшир * 3. Южный Глостершир * 4. Бристоль * 5. Северный Сомерсет * 6. Бат и Северо-Восточный Сомерсет * 7. Уилтшир 8. Суиндон * 9. Беркшир *** 10. Большой Лондон **** 11. Медуэй * 12. Кент 13. Восточный Суссекс 14. Брайтон-энд-Хов * 15. Западный Суссекс 16. Суррей 17. Хэмпшир 18. Саутгемптон * 19. Портсмут * 20. Остров Уайт * 21. Дорсет 22. Пул * 23. Борнмут * 24. Сомерсет 25. Девон 26. Торбей * 27. Плимут * 28. Корнуолл |
| Примечания: * унитарная административная единица ** метрополитенское графство, не имеющее совета графства *** неметрополитенское графство, не имеющее совета графства **** административная область или регион (не является графством) | | |